# کوتارو آریما
کوتارو آریما (ژاپنی: 有馬 幸太郎؛ زادهٔ ۳ سپتامبر ۲۰۰۰) یک بازیکن فوتبال اهل ژاپن است.
از باشگاه‌هایی که در آن بازی کرده‌است می‌توان به باشگاه فوتبال کاشیما آنتلرز و باشگاه فوتبال توچیگی اشاره کرد.